# Felix H. Schacher
Felix Helmut Schacher (* 17. Oktober 1980 in Lichtenfels) ist ein deutscher Chemiker und Professor für Organische Chemie und Makromolekulare Chemie (IOMC) an der Friedrich-Schiller-Universität Jena (FSU).

## Akademischer Werdegang
Felix Schacher studierte Chemie an der Universität Bayreuth und Universität Lund (Schweden) und erhielt sein Diplom im Jahr 2006. Im Anschluss an sein Studium promovierte er in Bayreuth in der Gruppe von Axel H. E. Müller am Zentrum für Kolloide und Grenzflächen. Nach Beendigung der Promotion im Jahr 2009 erhielt er ein DAAD-Postdoc-Stipendium und trat der Gruppe von Ian Manners an der University of Bristol bei.
Im Jahr 2010 wurde Schacher zum Juniorprofessor an der FSU ernannt, woraufhin er im Jahr 2015 eine W2-Professur an der gleichen Hochschule erhielt. Seine Forschung umfasst kontrollierte/lebendige Polymerisationstechniken, Blockcopolymere, Polyelektrolyte sowie Polyampholyte. Der Schwerpunkt liegt hierbei in der Anwendung von Prozessen zu kontrollierter Selbstmontage zum Design für Materialien im Bereich der Membranen, Hybridmaterialien und Biomedizin.
Schacher ist seit 2021 Mitglied im Rat der Graduierten-Akademie der FSU. Zusätzlich ist er Mitglied des redaktionellen Berats in den wissenschaftlichen Journalen e-Polymers und Polymer Chemistry.
Für seine Forschungsprojekte erhielt er unter anderem Förderung von der Deutschen Forschungsgemeinschaft (DFG) und vom Bundesministerium für Bildung und Forschung (BMBF).

## Forschungsgebiete
Die Forschung von Felix Schacher und seiner Arbeitsgruppe fokussiert sich auf die Selbstmontage unterschiedlicher Arten von Makromolekülen unter verschiedenen Bedingungen. Die untersuchten Arten beinhalten:
- Polyelektrolyte
- Blockcopolymere
- Komplexe Kolloide
- Strukturelle Hierarchie
- Membranen

In einem weiteren Projekt untersucht die Arbeitsgruppe von Felix Schacher Mixed-Matrix- und Kompositmembranen für effiziente Stofftrennung in der chemischen Verfahrenstechnik.

## Tätigkeiten außerhalb des akademischen Bereichs
Felix Schacher ist Gründungsmitglied des Alumnivereins der Chemie "Chemiker Spass Gesellschaft" der Universität Bayreuth.
Im Jahr 2020 gründete Schacher gemeinsam mit Oliver Eckhart und Viktoria Rothleitner das Start-up PolyTives GmbH. Das Unternehmen spezialisiert sich auf die Entwicklung und Produktion maßgeschneiderter Additive für Kunststoffe. Im Gründungsjahr wurde PolyTives von Passion4Business auf Platz 15 der Top 50 Start-ups gelistet.

## Auszeichnungen
- 2020: IQ Innovationspreis Mitteldeutschland (PolyTives GmbH, 1. Platz im Cluster Chemie)[10]
- 2020: Carl-Duisberg-Gedächtnispreis der Gesellschaft Deutscher Chemiker (GDCh)[11]
- 2014: Nachwuchsstipendium der Fachgruppe Makromolekulare Chemie des GDCh[12]
- 2014: Young Investigator Award der International Polymer Networks Group (PNG)[13]
- 2013: Hermann-Schnell-Stipendium (GDCh)[14]

## Ausgewählte Publikationen
- Schacher, F.H., Rupar, P.A. and Manners, I. (2012), Functional Block Copolymers: Nanostructured Materials with Emerging Applications. Angew. Chem. Int. Ed., 51: 7898-7921. DOI:10.1002/anie.201200310
- Pergushov, D.V., Müller, A.H. and Schacher, F.H., 2012. Micellar interpolyelectrolyte complexes.  Chem. Soc. Rev., 41(21), pp.6888-6901.DOI:10.1039/C2CS35135H
- Gröschel, A., Walther, A., Löbling, T. et al. Guided hierarchical co-assembly of soft patchy nanoparticles. Nature 503, 247–251 (2013).DOI:10.1038/nature12610